# Personalismo
El personalismo es una corriente filosófica que pone el énfasis en la persona.[cita requerida] Considera al hombre como un ser relacional, esencialmente social y comunitario, un ser libre, trascendente y con un valor en sí mismo que le impide convertirse en un objeto como tal. Un ser moral, capaz de amar, de actuar en función de una actualización de sus potencias y finalmente de definirse a sí mismo considerando siempre la naturaleza que lo determina.

## Orígenes
El personalismo como corriente de pensamiento tiene lugar dentro de un medio rodeado por diversas ideologías iguales de la situación política que el mundo atravesaba durante la primera mitad del siglo XX.
El cientificismo y el positivismo formaban parte de dicho contexto y fueron dos de las ideologías que más repercusiones tenían en el pensamiento y actuar humano en la época. La causa de la popularidad de este nuevo materialismo intelectual se halla en el éxito alcanzado por la ciencia experimental.
El método científico era considerado como el único método de conocimiento válido y las únicas dimensiones que realmente existían eran las físicas y materiales puesto que podían ser controladas mediante este método. De este modo, se rechazaron las dimensiones trascendentes de la persona.
El capitalismo por su parte proclamaba la libertad del individuo y su derecho a la propiedad privada pero después no establecía mecanismos solidarios entre los sujetos, sino que cada uno debía resolver sus problemas con sus propias fuerzas y recursos. Sin embargo mediante la libre decisión de los sujetos pueden darse, de manera orgánica, estos mecanismos de solidaridad desde el consentimiento.
En respuesta al capitalismo, el marxismo como ideología de gran popularidad en el Viejo Mundo ofrecía un enfrentamiento con el opresor a través de la lucha de clases para reapropiarse de los medios de producción que habían usurpado los explotadores. El hombre estaba subordinado a la humanidad total para lo que se buscaba el llamado paraíso comunista.
Junto al marxismo aparecieron dos movimientos totalitarios con una concepción de la persona muy particular. El nazismo por un lado, propugnaba la supremacía de la raza aria sobre todas las demás y de ahí deducía su derecho a dominar sobre todos los pueblos. El fascismo por otro lado, definía al hombre como un momento o manifestación concreta que adopta un Espíritu absoluto que permanece y al que tiene que ponerse a su servicio.
Ante las corrientes de pensamiento que subordinaban al hombre a una entidad superior y reducían su naturaleza a dimensiones concretas que no abarcaban todo lo que implica ser persona; surge la necesidad de una respuesta que lo revalorizara y defendiera la verdadera identidad del mismo.
Esta respuesta, debería estar contextualizada en la realidad del mundo actual y debería ser un medio para facilitar propuestas de acción a la problemática del hombre. Resaltar la noción de persona, la experiencia de su ser, el encuentro con los demás, su trascendencia, subjetividad y libertad constituía una tarea de suma importancia y laboriosidad que finalmente el Personalismo toma a bien realizar.

## Precursores

### Immanuel Kant

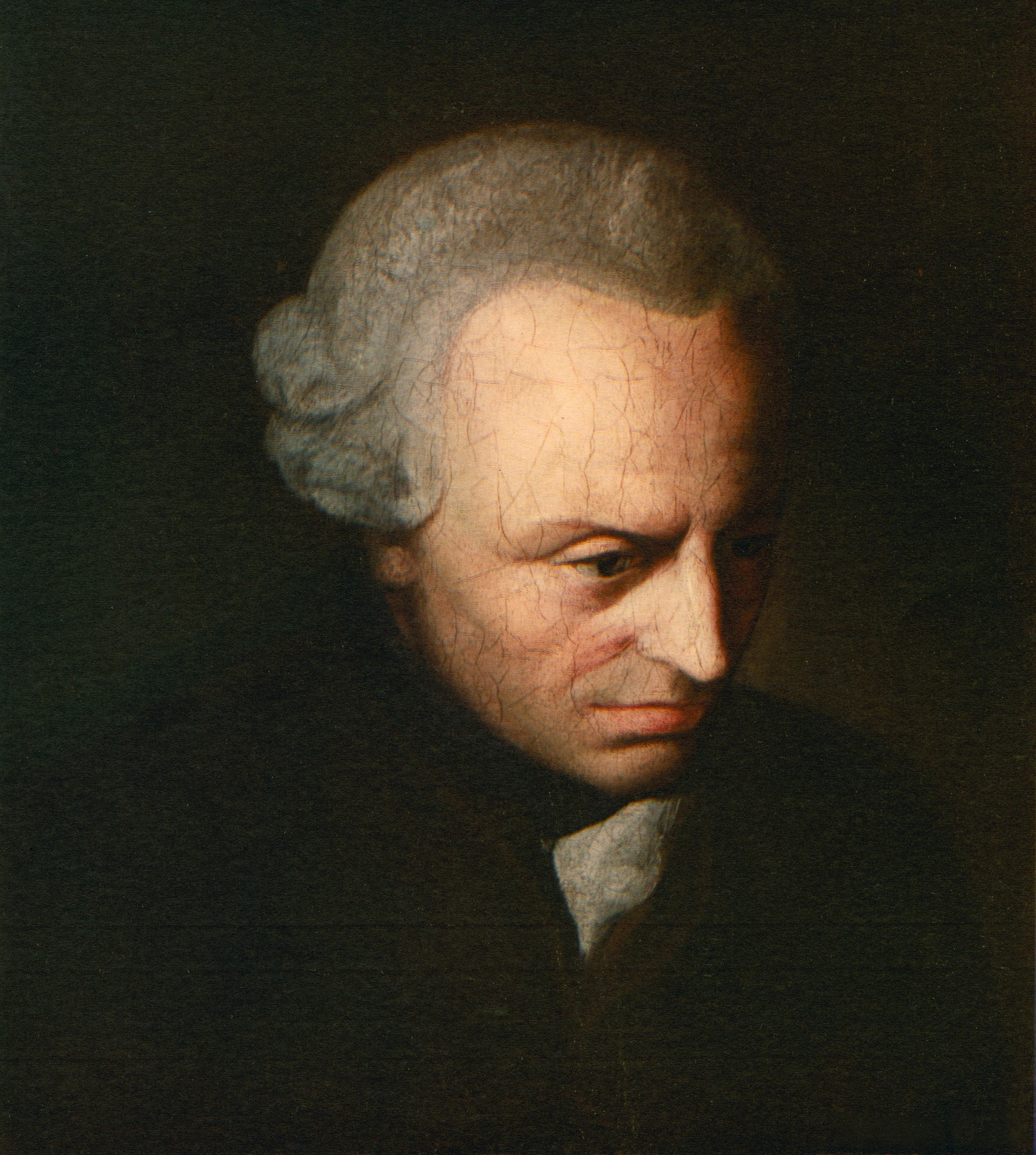
Immanuel Kant

#### Aportes al personalismo
A Kant se le considera precursor del Personalismo por sus aportes en torno a la concepción de persona como valor absoluto, distinguiéndola radicalmente de las cosas u objetos. Estas intuiciones han servido para colocar cimientos a la propuesta filosófica y cultural del Personalismo.
Antes de abordar los puntos por los cuales se le considera precursor del Personalismo, es importante dar un vistazo al camino de reflexión recorrido por Kant, a través de lo que se llamaría su Antropología Filosófica.

#### Antropología filosófica kantiana
Kant intenta superar la oposición entre racionalismo y empirismo; su reflexión trascendental sobre la razón pura como condición para la posibilidad de un conocimiento objetivo, será fundamental en toda la filosofía posterior, por ello su planteamiento tiene una importancia extraordinaria. Pero tampoco logra montar una imagen filosófica del hombre que pueda abarcar la unidad y totalidad del ser humano.
Los contrastes entre intuición sensible y pensamiento conceptual, entre conocimiento teórico y actuación práctica, entre ciencia y fe, no consiguen formar una unidad. Cuando Kant toma del racionalismo escolástico de Wolff los tres sectores de la metaphysica specialis y entiende el mundo, el alma y Dios como ideas de la razón pura, está entendiendo al hombre únicamente bajo el título de “alma”; en este esquema presentado, no hay lugar para el hombre total y concreto, lo cual difícilmente se justifica en con la obra kantiana “Antropología en sentido pragmático”. Mientras que una Antropología fisiológica se pregunta “qué hace la naturaleza con el hombre”, la Antropología pragmática se plantea la cuestión de “qué hace el hombre de sí mismo”.
Antropológicamente es más importante la conocida referencia al tema que Kant hace en la introducción a la Lógica, y en la que formula las preguntas fundamentales del hombre: ¿Qué puedo yo saber?, ¿qué debo hacer?, ¿qué puedo esperar?, ¿qué es el hombre?, y agrega Kant: “A la primera pregunta responde la Metafísica, a la segunda la Moral, a la tercera la religión y a la cuarta la Antropología, ya que las tres primeras preguntas están relacionadas con la última”.
Aun cuando Kant no logró trazar una Antropología que contemple al hombre completo, hizo importantes aportaciones, cuando en su reflexión filosófica da el salto de la razón especulativa, a la razón práctica. Es en su obra titulada Fundamentación de la metafísica de las costumbres (1785), cuando presenta una reflexión centrada en la persona como valor absoluto. Es a partir de aquí que sus aportaciones son valoradas dentro del contexto de una filosofía personalista.

#### Imperativo categórico: el hombre ¿fin o medio?
Es en la segunda parte de su obra, donde Kant expone el llamado “imperativo categórico”, a través del cual establece que las leyes morales se presentan como una obligación absoluta para la voluntad, quien es determinada a la acción con independencia de las condiciones empíricas o de los móviles del obrar materiales, reducibles al placer subjetivo y egoísta, “determinada por tanto, por la mera forma de ley, como suprema condición de todas las máximas”.
- Primera formulación

Kant ha empleado una primera fórmula y general de este imperativo: “obra de tal modo que la máxima de tu voluntad pueda siempre valer como principio de una legislación universal”.
Con esta primera formulación, Kant pone sobre la mesa de la reflexión, la importancia de hacer que la propia acción se conforme con la ley. Es verdad que Kant concibe la ley a partir de la razón, sin embargo ya se presenta un nivel de exigencia para la persona, el hecho de no actuar guiado por la propia conveniencia e intereses, sino siguiendo un criterio objetivo, que al mismo tiempo pueda convertirse en criterio para los demás. A pesar de este planteamiento Kantiano sobre la obediencia a la ley, todavía se mantiene en el ámbito del deber.
- Segunda formulación

La segunda fórmula dice: “obra de tal modo que trates a la humanidad, tanto en tu persona como en la de los demás, siempre como fin, nunca simplemente como medio”. Aquí introduce la noción del fin dentro del orden moral, que antes consideraba entre los motivos materiales. Los demás fines relativos que el hombre se propone son máximas subjetivas, con valor para el propio sujeto. Solo “el ser racional existe como fin en sí mismo” y “posee un valor absoluto”.
Por lo tanto, ya no entra solamente entre los fines subjetivos, sino vale también como principio objetivo y universal. Los seres irracionales valen solo como medios y por ello se llaman cosas, “mas los seres racionales, se les llaman personas, porque su naturaleza los distingue como fines en sí mismos, esto es, como algo que no se puede usar meramente como un medio”.
Para Kant (1724-1804), a finales del siglo XVIII y después de la Revolución francesa, la jerarquía epistemológica se ha invertido. Hay una primacía de la ética sobre la política, en consonancia con una revalorización de la persona, entendida siempre como un fin en sí misma, frente al conjunto de las cosas, no más que meros medios disponibles para la persona.
Por eso Kant, en lugar de hablarnos de un “bien (que puede entenderse como una cosa) común”, prefiere hablar de un “reino (de clara connotación humana y cristiana) de fines”, en el que el ejercicio de las libertades individuales sea compatible con el sometimiento a una ley universal.
Está claro que el individualismo de la antropología kantiana o la de J.S.Mill (1806-1873) no es posesivo, como el de Hobbes o Locke. Además, siguiendo a Kant, la escuela de Fráncfort y otras ofrecieron un modo de contractualismo que admite una pluralidad de derechos y deberes que benefician al conjunto de la humanidad. Mas en el momento en que superan el afán posesivo, se aproximan al Personalismo, como ocurre con la segunda formulación del imperativo kantiano: “considera a tu propia persona y a la de los demás siempre como un fin, nunca sólo como un medio”.
Con esta formulación Kant aporta al Personalismo una intuición fundamental, que será la base de los planteamientos de algunos autores posteriores. A través de esta fórmula del imperativo categórico, Kant no hace otra cosa, que colocar a la persona como centro de la reflexión, como un valor absoluto, radicalmente distinto de las cosas y como criterio de juicio determinante para adecuar el obrar del hombre, evitando los subjetivismos.
- Tercera formulación

“Obra de manera que la voluntad de todo ser racional pueda considerarse a sí misma, mediante su máxima, como legisladora universal”. Esta fórmula es una prolongación de la anterior, en cuanto sujetos morales, como reino de los fines, acentuándose finalmente la autonomía del hombre.

### Søren Kierkegaard

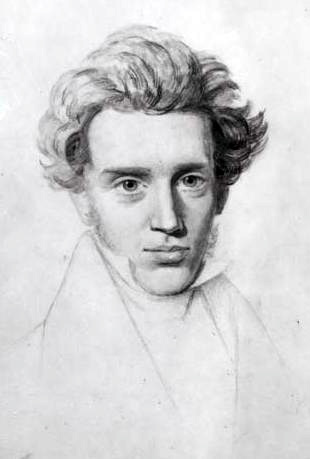
Søren Kierkegaard.

#### Aportaciones al personalismo

##### Un retorno a la persona y a su libertad
En Copenhague, en 1844 el pensador cristiano Søren Kierkegaard escribe "El concepto de la angustia", obra que subtitula como "Una sencilla investigación psicológica orientada hacia el problema dogmático del pecado original". Kierkegaard pretendía moverse entre la Psicología y la Dogmática pero, a pesar de su definido propósito, incursionó – como no podía ser de otra manera –en el campo filosófico para brindarnos una valiosa versión sobre el ser humano. Ello era inevitable pues el supuesto del pecado es la libertad.
Según Emmanuel Mounier, Kierkegaard encarnaría la revolución socrática del siglo XIX, ya que su pensamiento vuelve al hombre moderno, aturdido por el descubrimiento y la explotación del mundo, a un retorno a la conciencia de su subjetividad y de su libertad.
Continuamente en su obra expresa que el hombre es una síntesis de alma y cuerpo, constituida y sustentada por el espíritu y es precisamente el espíritu, el centro existencial del ser humano, el fundamento de su libertad ontológica. Por ello el autor expresa que el hombre, “al volverse hacia adentro descubre también la libertad”. Kierkegaard apunta que la libertad no es “alcanzar esto y aquello en el mundo, de llegar a rey y emperador y a vocero de la actualidad, sino la libertad de tener en sí mismo conciencia de que él hoy es libertad”.
Para el pensador danés la libertad se aprehende en la angustia, a la que refiere como “el vértigo de la libertad”. Ella surge cuando al querer el espíritu poner la síntesis, la libertad fija la vista en el abismo de su propia posibilidad y echa mano a la finitud para sostenerse. Y, más adelante, al afirmar “que cuando más hondamente se angustia tanto más grande es el hombre” precisa que no hay que considerar a la angustia “en el sentido en que los hombres en general la toman, refiriendo la angustia a algo externo que se acerca desde fuera, sino en el sentido de que el hombre mismo produce angustia." Heidegger, Sartre y otros pensadores, casi un siglo después, retomarían en este punto la ruta desbrozada por Kierkegaard.

##### El hombre y la elección de la vida
Muy vinculado con el tema anterior, Kierkegaard desarrolla su reflexión en torno al tema de la elección, a través del cual concibe a la persona como un ser abierto al Tú de Dios, lo cual le permitirá alcanzar su plenitud.
Para ello, presenta los tres estadios fundamentales del camino de la vida, es decir, las esferas que marcan un itinerario individual.
- Estado estético

Es el nivel de la existencia en el ser personal. El hombre se conforma con una vida placentera exenta de dolor y de compromiso. La preocupación aquí es arrancarle a la existencia el máximo placer posible, aunque después desemboque en la nostalgia, la insatisfacción o el anhelo de vivir pasados goces. Lo bueno para el esteta es todo aquello que es bello, que satisface o que es agradable. Este hombre vive enteramente en el mundo de los sentidos y es un esclavo de sus propios deseos y estados anímicos.
- Estado ético

Es el nivel del ser en sí. El hombre se afirma cada vez más en el amplio tejido de las relaciones humanas, el hombre descubre en sí mismo la verdad, que es la subjetividad. En este estado se manifiesta el sentimiento de responsabilidad ante compromisos adoptados. El individuo se decide por el matrimonio, por una profesión o una actividad social, etc.
- Estado religioso

El nivel de la trascendencia. Este es el estadio al que se llega mediante una relación subjetiva muy personal y auténtica con Dios por medio de la fe. Representa el paso definitivo que tiene que dar el hombre. Solo si renuncia a sí mismo, para superar las limitaciones que la realidad le impone, accede a lo trascendente, a Dios y a la verdadera individualidad.
Es aquí donde se encuentra una de las más importantes aportaciones de este filósofo a la alternativa personalista. La persona para Kierkegaard es tal, por estar delante de Dios, por ser existencia dialogada entre el yo humano y el Tú de Dios. El hombre es verdaderamente persona cuando sale al encuentro de Dios, que es el Trascendente, el Tú. Solo en referencia a Él puede hablarse del ser personal del hombre.

##### Un existencialismo abierto al ser personal
Kierkegaard, considerado el fundador de la filosofía existencial, presenta la posibilidad de un verdadero retorno a la persona, sin tener que negar a la naturaleza humana, sino colocándola como el punto de partida para el encuentro con el ser personal.
Su postura existencialista parte de una fuerte crítica en contra del Idealismo de Hegel, quien diluye al individuo en el espíritu universal y absoluto; además arremete en contra del materialismo de su tiempo, que no logra alcanzar lo propiamente humano y ni tan siquiera explicarlo.
A Kierkegaard lo que le interesa es la existencia, es él quien acuña este concepto en el sentido de la existencia humana, es decir, del hombre individual y concreto en la totalidad de su experiencia personal, de su singularidad y autonomía, de su libertad y responsabilidad.
Este individuo concreto cobra conciencia de sí mismo en la impotencia y en el quebranto, en la culpa y en la angustia. Pero es en la fe, que se sabe abierto a Dios y liberado por Dios, único en el que puede encontrar el sentido de su existencia. La existencia humana personal, significa en definitiva, una “existencia delante de Dios”.

##### Comunión entre vida y pensamiento
La figura de Kierkegaard representa uno de los casos más sobresalientes de interdependencia entre el pensamiento y la vida.
Su filosofía aparece como imperativo vital, como verdad que solo se constituye plenamente como tal al convertirse en vida; y la vida, como experiencia reveladora de la misma verdad teórica.
Con frecuencia se ha calificado su doctrina como biográfica, como confesión personal, pero ello no ha de significar una estrecha limitación del valor de sus ideas, como si éstas solo alcanzasen validez para la propia vivencia personal del autor. La obra de Kierkegaard es verdadera filosofía, y su contenido por tanto, de valor universal.
Si la doctrina de Schopenhauer podía ser considerada como el grito de una amarga experiencia del sin sentido de una vida sin esperanza, la de Kierkegaard representa el anuncio apasionado de la verdad que da sentido y esperanza a la existencia humana. Mientras en Schopenhauer, por el mismo pesimismo e irracionalismo doctrina, cabía un divorcio entre el pensamiento y la vida externa, en Kierkegaard, se impone la asunción vital de la teoría.

## Principalespersonalistas

### Jacques Maritain

#### Pensamiento filosófico
Maritain es considerado generalmente como uno de los representantes contemporáneos del tomismo y personalismo comunitario, pues fue el primero que desarrollo técnicamente algunos temas personalistas, además de inventar parte de la terminología e influir de este modo en Emmanuel Mounier, y este es sin duda la fuente principal de su pensamiento; pero también debe decirse que el pensamiento filosófico de Maritain tiene una predominante vertiente antropológica que luego se proyecta a la ética y a la filosofía política. Por ello, si el tomismo es la fuente, no es el caudal: Maritain parte del tomismo pero avanza decididamente por sendas que Santo Tomás de Aquino no recorrió, como las anteriormente señaladas. Dentro de esta antropología su idea central parece ser la consideración del ser humano, esencialmente, como un ser de carencias: como "el más desprotegido de todos los animales". No es una idea enteramente suya, pues con distintos matices se encuentra en buena parte de la antropología contemporánea. Sí que le pertenece el desarrollo de carácter trascendente que nace de dicha idea.
La humanidad "la esencia del verdadero hombre" se expresa en la cultura, de tal manera que el hombre no es un animal de naturaleza, sino un animal de cultura; su naturaleza consiste en su cultura, entendiendo esta principalmente en su dimensión subjetiva; esto es como cultivo. De esta forma viene dada la apertura a la consideración de la educación como eminente tarea humana; pues puede decirse que, para Maritain, la educación es la vía para la humanización del hombre.
La humanización es el esencial dinamismo que mueve y da sentido a la conducta humana. El animal simplemente sobrevive; el hombre trasciende este dinamismo primario pues se da a sí mismo los recursos para la supervivencia y, así, va más allá de ellos: los trasciende.
En esto consiste el paso de individuo a persona que, para Maritain es otra forma de considerar la existencia plena y radicalmente humana. Además de como tomista, Maritain es considerado como un personalista; la síntesis de ambas dimensiones está en su personalismo cristiano que, junto con Gabriel Marcel que, por cierto, también fue discípulo de H. Bergson, le distingue de otras visiones o pensamientos personalistas.
Para Maritain, "la idea completa del hombre, la idea integral del hombre necesaria para la educación no puede ser sino una idea filosófica y religiosa. Filosófica porque esa idea tiene por objeto la naturaleza o esencia del hombre; y religiosa en razón del estado existencial de la naturaleza humana con relación a Dios".
El cultivo del hombre culmina en la dimensión religiosa, en la apertura a Dios, la radical indigencia originaria de la existencia humana solo puede ser completada por Dios. Tal es el sentido su humanismo integral, título de uno de sus más difundidos libros y posiblemente el nombre más adecuado y más fiel para la filosofía de Maritain, que no es una teología particular, sino una antropología filosófica, pues "desde el punto de vista filosófico la noción principal sobre la que nos importa insistir aquí es la noción de persona. El hombre es una persona que se gobierna a sí misma por su inteligencia y su voluntad. El hombre no existe simplemente como ser físico. Posee en sí una existencia más rica y más noble, la sobre existencia espiritual propia del conocimiento y del amor".

### Emmanuel Mounier

#### Su filosofía
La filosofía de Mounier afirma que el individuo es la dispersión de la persona en la materia, dispersión y avaricia. Afirma que la persona no crece más que purificándose del individuo que hay en ella, la persona llega a reivindicarse como ser concreto y por ello relacional y comunicativo, es decir, comunitario. En plena posesión de una dialéctica existencial, el personalismo aislado como unidad teniendo en cuenta la humanidad como referencia máxima con la cual cotejar, centra sus esperanzas en el término lingüístico.

#### Sobre la persona
“Una persona es un ser espiritual constituido como tal por una manera de subsistencia ; mantiene esta subsistencia por su adhesión a una jerarquía de valores libremente adoptados, asimilados y vividos por un compromiso responsable y una conversión constante: unifica así toda su actividad en la libertad y desarrolla, por añadidura, a impulsos de actos creadores la singularidad de su vocación”.
El hombre es todo cuerpo, pero también, es todo espíritu. Esta última noción restaura la dignidad inherente que Sartre rechaza, mientras combate la convicción de Marx, de que el hombre es únicamente cuerpo. El hombre no puede existir sin el cuerpo, ciertamente, pero es el reconocimiento de su espíritu el que completa la antropología que Marx rechaza.
Mounier utiliza la expresión de "existencia encarnada" para connotar la unidad entre cuerpo y espíritu. Es el espíritu el que nutre el pensamiento y el cuerpo quien lleva el pensamiento a la expresión: "No puedo pensar sin ser, y no puedo ser sin mi cuerpo, el cual es mi exposición a mí mismo, al mundo, a todos los demás. A través de él solamente puedo escapar la soledad de un pensamiento que sería solamente un pensamiento acerca del pensamiento." En resumen, la existencia objetiva del cuerpo, combinada con las experiencias subjetivas del espíritu, actualizan a la persona.
Mounier esbozó cinco puntos que se hacen necesarios para que pueda llegar a desarrollarse una sociedad personalista y comunitaria:
1.Salir de sí mismo; esto es, luchar contra el “ que hoy denominamos egocentrismo, narcisismo, individualismo;
2.Comprender: Situarse en el punto de vista del otro, cual empatía; no buscar en el otro a uno mismo, ni verlo como algo genérico, sino acoger al otro en su diferencia;
3.Tomar sobre sí mismo, asumir, en el sentido de no solo compadecer, sino de sufrir con el dolor, el destino, la pena, la alegría y la labor de los otros;
4.Dar, sin reivindicarse como en el individualismo pequeño burgués y sin lucha a muerte con el destino, como los existencialistas. Una sociedad personalista se basa, por el contrario, en la donación y el desinterés. De ahí el valor liberador del perdón;
5.Ser fiel, considerando la vida como una aventura creadora, que exige fidelidad a la propia persona.
Mounier, sin embargo, argumenta que el aislamiento del hombre permanecerá penetrante hasta que renueve su sentido de vocación moral, algo es posible solamente en una comunidad.
La persona y la vocación, en las palabras de Mounier, son posibles "sólo en su sin igual obediencia al orden de Dios, el cual es llamado "amor al prójimo"’. Amar a otros involucra las relaciones interpersonales y la interacción comunitaria, cuyo resultado es "reconciliar al hombre a sí mismo, exaltarle y transfigurarle." Esto deja al hombre abierto a experiencias y a la trascendencia, experiencias que no están disponibles al individuo aislado.
Entre otros puntos de su filosofía, Mounier habla sobre el estado como una admisión social de que el hombre puede ejercer poder sobre el hombre, una noción que es engañosa a la idea personalista de comunidad. El argumenta que la inevitabilidad del estado no necesariamente le otorga autoridad.
El Estado está hecho para el hombre, no el hombre para el Estado, así como la economía está destinada para servir al hombre, y no el hombre al servicio de la economía. En términos del personalismo de Mounier, el Estado no es una comunidad espiritual, o una persona colectiva en el sentido propio de la palabra. No está por encima de la patria ni de la nación, ni mucho menos respecto a las personas. En ese sentido, viene a ser un instrumento al servicio de las sociedades, y, a través de ellas, al servicio de las personas, teniendo el carácter de artificial y subordinado, pero al fin necesario. Debido a la naturaleza dual del ser humano, en cuanto tiende tanto al bien como al mal, las personas y las sociedades sucumbirían a la anarquía sin la presencia del Estado.
El Estado se constituye como el “último recurso” para arbitrar los conflictos de los seres humanos entre sí. He ahí a la jurisdicción del Estado. Pero, en cuanto relación de medio a fin, se puede detectar ya que, según la doctrina personalista, el Estado viene a ser el medio, y la persona el fin. El Estado existe para que las personas encuentren su realización, desde un primer plano de aseguramiento de una coexistencia superadora del más absoluto caos social. El Estado solo existe en beneficio de la persona realizada en sociedad.
La nación así se constituiría como el punto intermedio entre sociedad y Estado, alcanzando su plena realización en una comunidad personalizada. Al fin de cuentas, Mounier habla de una comunidad internacional, y del derrumbamiento del Estado nación.
Dentro de su filosofía, Mounier culmina sus pensamientos con el “Manifiesto” personalista. En ese sentido, Mounier dirige el “Manifiesto” contra la ideología sociopolítica de su tiempo, formulando puntualmente una propia doctrina de índole personalista, porque pone énfasis en la persona humana dentro del desenvolvimiento de las sociedades organizadas.
En el “Manifiesto al servicio del Personalismo” Emmanuel Mounier hace un esbozo sobre las estructuras fundamentales de un régimen personalista, que comienzan con los principios de una educación personalista, que se traducen en los siguientes puntos de carácter personalista:
- La educación no tiene por finalidad el modelar el niño al conformismo de un medio social o de una doctrina de Estado;

- La actividad de la persona es libertad y conversión a la unidad de un fin y de una fe. Una educación fundada sobre la persona no puede ser totalitaria;

- El niño debe ser educado como una persona por las vías de la prueba personal y el aprendizaje del libre compromiso.

Al paso de su muerte, se creó un instituto que pretende ser ámbito de encuentro entre intelectuales, profesionales y trabajadores con un común deseo transformador; el de realizar una comunidad de adultos liberados del afán de posesión y tendentes a una sociedad personalista y comunitaria, por libre, ética, fraterna y profundamente espiritual.
El centro de pensamiento y acción es la persona humana, fin en sí misma, pero no encerrada individualistamente, sino abierta al compromiso solidario con el otro, y ordenada a la trascendencia. Se persigue la transformación de la interioridad humana y la de las estructuras que habita; a sabiendas de que la revolución será espiritual o no será, será socioeconómica o no será.

### Maurice Nedoncelle

#### Personalismo de Nedoncelle
Nédoncelle ocupa un lugar aparte en el grupo de los personalistas. Profesa sinceramente el personalismo, en cuanto que declara que la persona es algo fundamental en la realidad o en las estructuras del mundo, y ha dedicado sus esfuerzos al análisis de la intimidad psíquica del ser personal y de las relaciones interpersonales. Pero ha negado la dimensión sociopolítica que Mounier y los suyos atribuyeron a la persona como principio de la revolución de las estructuras de la sociedad. En respuesta a algunas preguntas, declara ser “animal apolítico” que se ha mantenido siempre al margen de la política y de todo partido. En definitiva, la filosofía personalista no está enlazada esencialmente “con corolarios sociales y políticos”.
Es por lo que Nédoncelle figura como teórico de esta corriente, y, siguiendo a Lacroix, se le designa como el “metafísico del personalismo”.
Nédoncelle no trata de explayar una metafísica de la persona en sentido estricto, pues su interés ha sido “el estudio fenomenológico y filosófico de la persona”, entendiendo esto último como reflexión filosófica en general, que a veces implica problemas metafísicos. El fondo metafísico que subyace a sus análisis es el de la filosofía cristiana, recibida en su formación filosófico-teológica del seminario. A estos supuestos de la filosofía se atiene, mas no los expone de manera explícita.
Método
En el seno del personalismo, Nédoncelle presenta una problemática propia, con un pensamiento técnicamente elaborado. El método por él usado es preferentemente inductivo, que une el análisis reflexivo y la intuición, la descripción fenomenológica y la comprensión metafísica. Método complejo, requerido por la índole del tema central, la intersubjetividad, que no consiente la disociación de lo descriptivo y de la reflexión, de la fenomenología y de la metafísica de la persona. Por ello afirma que su método “es más inductivo que deductivo” porque parte de la fenomenología para acceder a dicha metafísica, o más bien se entrelazan, y hay “una ósmosis” entre ambas. Y por fenomenología entiende no el sistema eidético y de intuición de las de Husserl, al que nunca menciona, sino en su acepción más general de descripción empírica, y en gran parte intuitiva, de los datos, sobre todo de la experiencia interna.
Yo-tú
La relación del yo a un tú es el hecho primitivo, la experiencia fundamental y fundante, a la que la conciencia no puede sustraerse sin tender a suprimirse. La conciencia de sí es solidaria con otro sujeto, con un tú. Es lo que llama la díada yo-tú, presupuesta a la otra díada sujeto-objeto; y que es bilateral, recíproca. Toda percepción de la persona del otro en cuanto persona implica una reciprocidad dada y querida. “Para tener un yo es preciso ser querido por otro yo y, a su vez, quererle; es preciso tener una conciencia, al menos oscura, del otro y de las relaciones que unen entre sí los términos de esta red espiritual que es el hecho primitivo de la comunión de las conciencias… Otro no significa no-yo, sino voluntad de promoción del yo, transparencia del uno para el otro. Es una coincidencia de los sujetos, una doble inmanencia… Desde entonces se constituye o se revela una conciencia colegial, un nosotros”. (La réciprocité des conscientes, París 1942, p.319) No hay, pues, un yo sin el nosotros y no se construye o se personaliza sino por medio del tú.
La persona no está jamás completamente hecha, y tiende a personificarse, a llegar a ser más haciendo llegar a ser a otros yo. Mas esta eficiencia no llega al fondo del ser de la persona.
Amor
El amor es el principio de esta reciprocidad de las personas y comunión de las conciencias. Amor y persona parecen intrínsecamente unidos. En su forma completa, el amor no puede no ser personal, y la persona no puede comprenderse fuera de una red de amor entre sujetos. Es definido como una voluntad de promoción que une las conciencias en una comunidad espiritual. En realidad es en la relación directa entre dos conciencias amantes como se experimenta la verdadera reciprocidad. El amor desvela la naturaleza de la persona. En él se descubre la relación fundamental de las dos conciencias que se ha llamado díada y que es relación de amor, formando la reciprocidad e intersubjetividad. El amor desvela la naturaleza de la persona. En él se descubre la relación fundamental de las dos conciencias que se ha llamado díada y que es relación de amor, formando la reciprocidad e intersubjetividad del nosotros. Comunión, conciencia colegial y voluntad de promoción mutua para encontrar el propio desarrollo en una perspectiva universal, tal es el amor, y ésta es la naturaleza de la persona revelada en el amor.
Dios
La consolidación de las personas y de su reciprocidad de amor solo puede explicarse en Dios, el “Tú” por excelencia, el único capaz de dar consistencia a las personas y salvar su continuidad. Solamente en Dios es donde el orden de las personas tiene su objeto. “La posibilidad de dirigirnos sin límites hacia una realización total de nosotros, que fuera a la vez realización total de la red de personas con las cuales nos encontramos en la existencia, no puede explicarse ni por los esfuerzos del yo ni por la colegialidad de todos los yo. No puede explicarse más que por un Dios, que debe ser personal. No solamente estamos causados por el ser, sino también queridos por un Dios… La fenomenología del cogito concreto nos impone el reconocimiento de esta prioridad divina en nosotros como una conclusión por la reflexión sobre la causa y el fin de nuestro querer”.
El “Tu” divino creador, único para todas las conciencias y persona de modo eminente, forma con toda persona un nosotros, constituyéndose “el colegio de todos los yo”, fundamentado en la persona divina. Es que el yo y el nosotros se fundan sobre Dios, creador y promotor indefinido de cada conciencia y de cada díada humana. Por la creación y el sostenimiento que tal Tú realiza en todo yo, es posible una comunidad verdaderamente personal, consolidada por la reciprocidad divino-humana, del nosotros colegial que forman los yo con Dios.
Tal descubrimiento de Dios fundamentante por la experiencia interior de la conciencia y de su relación de comunión con las otras conciencias, parece tener un fondo ontologista: la presencia de Dios se desvelaría en esa conciencia de la reciprocidad. Sin embargo, Nédoncelle ve en ello, más bien, una prueba de Dios por la reflexión filosófica, es decir, por la insuficiencia, caducidad y finitud de los seres personales humanos, que reciben la subsistencia en la caridad creadora de Dios. La experiencia fenomenológica muestra que no hay camino hacia Dios que no pase pe rea quae facta sunt, por la vía de la casualidad de las pruebas clásicas.
Comunidad
El personalismo de Nédondelle no conduce a ningún “colectivismo”, sino más bien le es contrario. El sentimiento colectivo puede ser una preparación a la reciprocidad de las conciencias, pero no constituye el nosotros de la intersubjetividad, que es muy distinto del nosotros de las comunidades políticas o el de los grupos apolíticos. Más la conciencia comunitaria también se establece por un procedimiento binario, pues se llega a la formación de la comunidad por extensión de la relación entre dos amigos. Para Nédoncelle, no obstante, los “grupos sociales” son un riesgo para la verdadera comunión de reciprocidad. No crean nada de personal, sino sirven para transmitir algo de lo personal a otros, o también como un campo privilegiado para promover la cooperación de las personas en un trabajo de equipo.

### Gabriel Marcel

#### Pensamiento filosófico
Las claves del pensamiento de Gabriel Marcel tienen como punto de partida las vivencias experimentadas por el filósofo durante la Primera Guerra Mundial. Dichas claves se determinan en primer lugar por el rechazo a la abstracción y a lo sistemático que le recordaban la esterilidad del idealismo inicial que caracterizaba su filosofía y en segundo lugar (pero no menos importante) por la experiencia y el pensamiento positivo.
Entre los principales puntos a desarrollar por el personalista, se encuentra la distinción que hace entre lo misterioso y lo problemático. Marcel define a problema como algo que se encuentra, que obstaculiza el camino y al misterio como algo en lo que la persona se halla comprometida, a cuya esencia pertenece y por consiguiente el no estar enteramente ante la misma.
Otro elemento importante dentro de su reflexión filosófica reside en el lugar que a la corporeidad humana le otorga. Rechaza toda posible visión instrumental del cuerpo humano con la afirmación “yo soy mi cuerpo”, y afirma que el hombre no tiene un cuerpo, sino que es cuerpo en el sentido de que este forma parte de su ser y de su esencia. No posee un cuerpo al igual que posee determinadas cosas, sino que se relaciona con él de un modo totalmente peculiar que, entre otras cosas, le permite poseer determinados objetos.
Más allá de ser clasificado dentro del género existencialista, Marcel es considerado como un filósofo personalista en cuanto a que insistió en la revalorización de la realidad personal de cada hombre.
Dedicándose, entonces a estudiar profundamente a la persona; elaboró una serie de categorías que reflejaban la espiritualidad y el mundo interior de los hombres: disponibilidad, dación, responsabilidad, compromiso, apertura, intersubjetividad, presencia, vocación, respuesta, llamada, encuentro.
Marcel hizo hincapié en que todas las realidades ya mencionadas, están impregnadas por la libertad puesto que la persona es un ser que se construye a sí mismo en el camino de la vida, pero siempre considerando un punto de referencia. De esta manera, la libertad humana no es comprensible sin la referencia a algo más grande que ella.
Una de las categorías en las que el filósofo francés se centró fue la capacidad de recogimiento de la persona, es decir, de penetrar en su interior y con ello, de trascenderse. Es en este punto en donde se ubica el centro de su antropología; una consideración del hombre como imago Dei, como apertura y referencia a Dios, una dimensión que confiere a la persona un valor sagrado e inviolable y fundamenta de modo definitivo su dignidad.
Finalmente, Marcel hace una marcada diferencia entre el ser y el tener. Criticaba al hombre contemporáneo por preocuparse fundamentalmente por tener cada vez más en vez de esforzarse por ser más ya que, esto no hacía más que agravar su crisis de sentido, puesto que en las cosas nunca se puede encontrar una plenitud existencial.

### Karol Wojtyła

#### El pensamiento filosófico de Karol Wojtyła
Karol Wojtyła es uno de los principales exponentes del personalismo polaco. Fue el alma de la escuela ética de Lublin, sin contar la repercusión de su elección como Papa. Sería imposible explicar todos los aportes filosóficos en la enseñanza de Wojtyła. Sin embargo, se señalará tres temas que son de gran relevancia y que muestran la presencia del enfoque personalista y fenomenológico al interior de la enseñanza pontificia.
La persona como sujeto comunional
Karol Wojtyła escribió hacia 1976 un ensayo que tiene la amplitud de un pequeño libro y que pretende continuar algunos de los temas y problemas del capítulo final de Persona y acto. Este texto se llama La persona: sujeto y comunidad. En él se busca articular una teoría de la intersubjetividad que supere la noción de intersubjetividad monadológica propia de la filosofía de Husserl.
Con este esfuerzo, Wojtyła se coloca dentro de la tradición del pensamiento dialógico (Martin Buber, Emmanuel Levinas, etc.) que sostiene que la persona es un sujeto relacional llamado a la entrega sincera a los demás. Esta misma idea reaparece al momento en que Juan Pablo II escribe sus catequesis sobre el amor humano. Dios crea al hombre, como unidad-de-los-dos, como varón y mujer, para que el hombre no esté solo. La creación del hombre es un acto comunional (de las Personas divinas) que hace radicar justamente la imagen y semejanza de lo humano con Dios en su carácter relacional.
Wojtyła insistirá en esta idea posteriormente en Mulieris Dignitatem : el fundamento de la imagen y semejanza con Dios no es solo la razón y la voluntad libre (como sostiene, entre otros, Santo Tomás de Aquino) sino la constitutiva ordenación del varón a la mujer y de la mujer al varón. Para Juan Pablo II, el ser humano ha sido creado como “unidualidad relacional”: la Revelación y la experiencia humana lo manifiestan contundentemente por igual.
La subjetividad de la persona, del trabajo y de la sociedad
Karol Wojtyła dio una conferencia en la Universidad Católica de Milán en 1977 intitulada: El problema del constituirse de la cultura a través de la “praxis” humana. En ella expone la prioridad del hombre como sujeto de la acción humana y su consecuencia metodológica: la acción como camino para entender a la persona. Utilizar la acción como vía para comprender mejor qué significa ser persona es posible debido a que toda actividad transeúnte posee una dimensión intransitiva sin la cual no puede apreciarse el actuar humano en sentido estricto. Existe no solo una prioridad, entonces, metafísica sino propiamente “praxeológica” de lo humano cuando el hombre se realiza a sí mismo a través de la acción. Esta comprensión del hombre que recupera fenomenológicamente la antigua doctrina sobre el ágere y el facere se introducirá como propuesta esencial, años después, en la Encíclica Laborem Exercens donde se afirma la prioridad del trabajo sobre el capital, y la prioridad de la dimensión subjetiva del trabajo sobre la objetiva.
La fecundidad de la prioridad praxeológica de lo humano al interior de la acción permitirá entender cómo la persona se construye a sí misma al momento de construir el mundo. Además ayudará a entender que la subjetividad de la persona se participa al ser y hacer-junto-con-otros.
Por lo que será posible hablar propiamente de que la sociedad posee «subjetividad» cuando el modo humano de la acción, es decir, la acción solidaria, se establece como dinámica estable en una comunidad. El tema de la “subjetividad social” será una de las claves para comprender la propuesta de las Encíclicas Solicitudo Rei Socialis y Centesimus Annus. El Estado, la democracia y el mercado solo pueden constituirse a la altura de la dignidad humana cuando se diseñan y operan a favor de la subjetividad personal y social. La Doctrina social de la Iglesia, de esta manera, no es más una suerte de Derecho natural “ad usum christianorum”, no es más una suerte de deontología social, sino un verdadero conocimiento sapiencial que puede ser usado como teoría crítica tanto para leer la modernidad como para actuar en ella en el orden práctico-concreto.
La norma personalista de la acción
Karol Wojtyła en su obra Amor y responsabilidad realiza una amplia relectura de la segunda modalidad del imperativo categórico kantiano. Para nuestro autor es imposible explicar la autoteleología de la persona si ésta no es propiamente un fin. Justamente su condición de fin es la que permite entender que la persona es «digna», es decir, posee un valor absoluto incuestionable. Este valor es el fundamento y origen de la norma más importante y primaria de todas: persona est affirmanda propter seipsam (hay que afirmar a la persona por sí misma y nunca usarla como medio), Karol Wojtyła denomina a este imperativo moral: norma personalista de la acción.

### Romano Guardini

#### Biografía
Romano Guardini nació a los 17 de febrero de 1885, en Verona, como primogénito de los cuatro hijos de Romano Tullo Guardini y Paola Maria Bernardinelli. En 1886, a causa de negocios, la familia se transfiere para Maguncia. En el gimnasio de esta ciudad, él recibe una educación exclusivamente alemana. En el seno de la familia, sin embargo, prevalece la lengua y la cultura italiana, como él propio anota: «mientras en casa se hablaba y se pensaba en italiano, yo crecía intelectualmente dentro de la lengua y de la cultura alemana». El padre, a pesar de estimar mucho Alemania, se sentía allí siempre como un huésped. Cuanto a la madre, el repudio a todo lo que fuera germánico era aún más fuerte, en la verdad, ella mantenía solo las relaciones realmente indispensables y, de resto, permanecía en casa, dedicándose totalmente a los hijos.
Esta educación simultánea en dos mentalidades diferentes, marcó profundamente la personalidad de Guardini; la unión entre la mentalidad germánica y la latina favoreció en él la formación de un estilo y modo de pensar con características únicas. La lengua hablada por Guardini, loada por los críticos, es marcada por estos dos elementos aparentemente opuestos: «la fixidez latina y la fluidez germánica, la orden clara y bella de una forma en la cual el pensamiento se mueve en continuo que la venga-ser».
Después del examen de madurez, llegando el momento de decidirse por una profesión, Guardini enfrenta grandes dificultades. Inicialmente intenta las ciencias naturales, después la química, la economía política y hasta llega a pensar en la medicina. Después de estas tentativas fallidas, y de una profunda crisis religiosa, encuentra el camino para lo cual Dios lo llama: el sacerdocio. Así Guardini inicia los estudios teológicos en Friburgo (Alemania), continuándolos en Tübigen y después en Maguncia donde es ordenado en 1910.
Guardini falleció el 1 de octubre de 1968 y fue velado en la iglesia de S. Luís (Ludwigskirche), en la cual servirá tantas veces como sacerdote y predicador. El día 4 de octubre se realizaron las exequias en la iglesia de S. Luís y el Sepelio en el pequeño cementerio sacerdotal de S. Lourenço.

#### Su filosofía
Guardini elaboró su propuesta filosófica-teológica dentro de un marco claramente persona-lista. Sus principales temas fueron:
- La centralidad de la persona en su propuesta filosófico-teológica, que llevó, por ejemplo, a insistir en la radical distinción entre personas y cosas y en la consiguiente necesidad de reelaborar algunas nociones antropológicas clásicas.
- La dimensión relacional que conduce a valorar nociones como el encuentro, el diálogo.
- La primacía del amor y la libertad sobre el conocimiento.
- La valoración de la subjetividad de la persona.
- El “yo” sin caer en la subjetivismo.
- Sus análisis de la realidad cercanos al estilo fenomenológico fueron influidos por Max Scheler.
- La concepción de la filosofía no como un ejercicio académico, sino como un modo de colaborar en la transformación de la sociedad.

#### La fundamentación de la vida ética
En sus primeros escritos sobre Liturgia e Iglesia, Guardini aborda los problemas con tal hondura que sus exposiciones rebasan el alcance de los temas tratados para apuntar al núcleo de la vida ética y la religiosa. Por eso no tarda en aplicar su estilo de pensar y de expresarse a los temas básicos de estas áreas. En 1929 aborda el tema ético de “el bien, la conciencia y el recogimiento”, para superar por elevación el empobrecimiento causado a la vida humana por el reduccionismo, el gregarismo y la disipación (o “divertissement”, en lenguaje pascaliano). Estos pensamientos serán recogidos y ampliados en la magna obra de madurez editada póstumamente con el título de Ética. El tema ético de las virtudes lo trató en la monografía Una ética para nuestro tiempo. Una aguda aplicación de su orientación ética a tres temas decisivos para la recta ordenación de la vida se encuentra en Sobre el sentido de la melancolía, Las etapas de la vida. Su importancia para la ética y la pedagogía, La aceptación de sí mismo. Esta fundamentación de la vida ética obtiene, en 1933, un buen refrendo en los retiros dados a jóvenes en el castillo de Rothenfels y publicados en Voluntad y Verdad.
Como hemos indicado, Guardini impugnó reiteradamente el relativismo y el subjetivismo, y defendió la a tenencia a lo objetivo, cuidándose de subrayar que lo objetivo promueve decididamente la capacidad creativa del sujeto humano. El espíritu de sana objetividad implica la capacidad de escuchar la llamada de lo valioso y responder activamente. Esta respuesta activa da origen a la creatividad humana. La orientación creativa que sigue Guardini en su estudio de la persona determina, en buena medida, su forma de fundamentar la vida ética. Las cuestiones referentes a los seres vivos —de modo singular, las personas— son tratadas por Guardini de modo concreto, por la razón profunda de que es en el plano de la vida concreta, abierta e interrelacionada —y no en el de los conceptos abstractos, desvinculados entre sí— donde se da la creatividad y la plenitud. En la línea del pensamiento fenomenológico, Guardini se rige por el lema: «Atengámonos, no a los conceptos generales, sino a la realidad». Pues bien. Nuestra realidad personal se despliega plenamente y muestra luminosamente su auténtico modo de ser —dicho de otro modo: somos verdaderas personas, nos hallamos en verdad— cuando realizamos auténticas formas de encuentro, modo de actividad que solo acontece en la vida concreta, entre personas concretas y en situaciones muy precisas.
Cada una de las realidades concretas se halla relacionada con las demás dentro de un todo que las engloba e integra, y al que ellas contribuyen a configurar. Nuestro estilo de pensar ha de ser, pues, holista, atento a ese movimiento reversible que se da entre el todo y las partes que lo integran. Pero debe ser también contrastado, pues muchos aspectos de la realidad personal parecen oponerse, pero de hecho se complementan cuando, en la vida concreta diaria, actuamos de forma creativa, como corresponde a “seres de encuentro”, seres que viven la vida personal a través del encuentro. 
Las realidades concretas se nos aparecen en todas sus implicaciones, con su capacidad de vibrar con otras muchas, cuando las vemos de forma espontánea, sin imponer-les de antemano un cliché estereotipado. «…Vamos a partir del fenómeno mismo tal como lo encontramos en nosotros y en nuestro alrededor, vamos a partir de la experiencia ética. Por tanto, yo voy a procurar no decir nada que cada uno no pueda comprobar directamente. Y si lo que yo diga es acertado, tendremos que reconocernos a nosotros mismos en ello». «Lo que a mí se me muestra no es un montón de detalles, sino un tejido en el que cada elemento está condicionado por los demás; cada uno sustenta al otro, cada individuo está dentro de un todo, y el todo, a su vez, se manifiesta en cada individuo. Por eso el primer acto de la captación del fenómeno, que sustenta todos los siguientes (el examen crítico, la comparación, la penetración conceptual), es mirar y ver». Esta vinculación de cada elemento de la realidad en “tramas de sentido”, en formas que dan sentido y generan orden y belleza explica el uso reiterado que hace Guardini de los términos Gestalt (forma, figura), Gestalten (formas, figuras), Sinngestalten (conjuntos de sentido, formas llenas de sentido). 
Al mirar atentamente, observamos que la inmensa mayoría de las realidades de nuestro entorno superan a los objetos en rango, pues no solo están en frente de nosotros —como algo extenso, asible, manejable, canjeable…— sino que nos ofrecen posibilidades creativas de uno u otro orden. Estas realidades —una obra artística o literaria, una persona, una institución, los valores…— solo podemos conocerlas cuando asumimos, con actitud respetuosa y colaboradora, las posibilidades que nos ofrecen. El conocimiento va aquí unido con el reconocimiento del poder de iniciativa de esos objetos de conocimiento que son más que meros objetos. Tal reconocimiento implica estima, amor y compromiso, es decir: voluntad de colaboración. Son las actitudes propias del “pensamiento existencial”. «Pensamiento existencial quiere decir que el sujeto cognoscente adquiere clara conciencia del sentido del objeto en la medida en que lo toma “en serio”».

#### La Ética y el desarrollo pleno de nuestra segunda naturaleza o êthos.
Esta voluntad colaboradora lleva a Guardini a elaborar una Ética muy positiva, dinámica, consagrada a la búsqueda y realización incondicional del bien. La tarea de la ética es desarrollar la personalidad humana y lograr la plenitud y la felicidad. Esta meta no se logra subrayando prohibiciones sino mostrando la fecundidad de lo valioso, lo “incondicionalmente válido”.
- «Con demasiada frecuencia se ve la norma ética como algo que se impone desde fuera a un hombre rebelde; aquí el bien ha de entenderse como aquello cuya realización es lo que de veras hace al hombre ser hombre. (…) Este libro lograría su propósito si el lector percibiera que el conocimiento del bien es motivo de alegría» [ET 12].

Guardini subraya con energía que los seres humanos estamos vinculados de raíz —es decir: ob-ligados— al bien, la justicia, la verdad, la belleza, la unidad [BC 116]. Esa ob-ligación básica es el fundamento de nuestra vida moral y de la alta dignidad que ésta implica. Estar obligado está lejos de significar estar coaccionado. Es la fuente de la que mana la libertad interior o libertad creativa, que constituye el gran privilegio que ostenta el hombre entre todos los seres. Ante los resultados devastadores del relativismo arbitrario, impuesto por el régimen nacionalsocialista, Guardini no ve más salida que anclar la vida humana en algo inquebrantablemente válido para todos.
- «Su filosofía (la de Platón) aclaró para siempre una idea: tras la confusión de la sofística mostró que existen valores incondicionalmente válidos, que pueden ser conocidos, y, por tanto, existe la verdad; que esos valores se ensamblan en la soberanía de lo que llamamos “el bien”, y este bien puede realizarse en la vida del hombre, según las posibilidades dadas en cada caso. Su filosofía indicó que el bien se identifica con lo divino, pero su realización lleva al hombre al logro de su propia condición humana, al hacer surgir la virtud, que significa vida perfecta, libertad y belleza. Todo esto tiene validez para siempre, incluso para el día de hoy» [ET 11].

Descubrir y defender esas realidades incondicionalmente válidas para el hombre es deber de todo pensador, cuya razón de ser es esforzarse en distinguir lo verdadero de lo falso, lo bueno de lo malo, lo justo de lo injusto, la verdad objetiva de la ocurrencia subjetiva. «El filósofo es el responsable de que se mantenga la recta ordenación del pensamiento y de la vida» [EV 131]. Para ordenar debidamente la vida y el pensamiento, necesitamos descubrir ciertas realidades sutiles —la verdad, la belleza, la justicia, la bondad…— que “están ahí” como algo “poderoso y fuerte”, pero de modo distinto a las realidades tangibles del mundo sensorial.
- «No son cosas (Sachen) reales, masa o fuerza, pero sí objetividades que están presentes al hombre y no pueden ser desplazadas del ámbito de lo dado a éste. No se trata de cosas reales (wirkliche Dinge), sino de ideas (tipos esenciales, normas, valores), no accesibles como los objetos (…) pero innegablemente presentes al juicio y a la decisión de la voluntad. Es decir, la cosa es, la idea vale. La cosa, la fuerza, tiene una realidad masiva; la idea tiene fuerza de validez (Gültigkeit)» [AW 69].

## Personalistas contemporáneos
Con el precedente de Ramón de Campoamor y su El personalismo: apuntes para una filosofía (Madrid: Imp. y estereotipia de M. Rivadeneyra, 1855), pueden mencionarse los siguientes.

### Carlos Díaz

#### Pensamiento filosófico
Toda la reflexión de Carlos Díaz está centrada sobre el sujeto personal, el proyecto metafísico y cristiano, que no separa jamás del prójimo y de la comunidad. Militante del movimiento obrero, desde una perspectiva de completa libertad y con un horizonte espiritual constante, ha analizado lúcidamente la crisis de la civilización capitalista occidental, que constituye el desorden establecido. El anuncia diversos imperativos urgentes: recuperar la casa de todos, es decir la naturaleza, manchada por una tecnocracia ávida solamente de ganancia; después de este deber ecológico, es preciso reconstruir una cultura auténtica y abierta a todos, en el sentido de una sabiduría atenta a la espiritualidad de la persona solidaria, para lo cual necesitamos un relajo que nos posibilite reflexionar con calma (en lugar de agitarnos en un trabajo incesante e inhumano); es necesario luchar constantemente por la justicia social y contra la opresión de los poderosos y de los burócratas estadistas; en fin, es preciso restablecer la fuente viva del amor, que reside en Dios. En la diaria lucha de liberación debe evitarse todo laxismo: ello requiere la ascética y una consagración de todos los instantes.

### Juan Manuel Burgos

#### Su pensamiento
Juan Manuel Burgos es un reconocido experto en antropología, además de fundador de la Asociación Española de Personalismo, lo que le ha llevado a elaborar una versión antropológica del personalismo.
Para ello ha sintetizado las claves intelectuales de la filosofía personalista presentándolas en dos fases. En la primera se señalan los elementos que permiten afirmar que el personalismo se incluye dentro de la tradición de la filosofía clásica y realista. Son las siguientes:
1. Visión del mundo de tipo ontológico
2. El hombre tiene capacidad objetiva de conocer la verdad
3. La persona es libre
4. Existe una naturaleza humana
5. En el hombre hay una dimensión ética
6. El hombre es un ser esencialmente religioso

En la segunda ha identificado los elementos que definen al personalismo como una filosofía original y nueva dentro de esta tradición:
1. Insalvable distinción entre cosas y personas.
2. Importancia radical de la afectividad.
3. Importancia decisiva de la relación interpersonal y familiar en la configuración de la identidad personal.
4. Primacía absoluta de los valores morales y religiosos. #Corporeidad. La filosofía personalista recupera la corporeidad como una dimensión esencial, que, más allá del aspecto somático, posee también rasgos subjetivos y personales.
5. Sexualidad, dualidad varón-mujer. Existen dos modos de ser persona: hombre y mujer.
6. La persona es un sujeto social y comunitario.
7. Los filósofos personalistas entienden la filosofía como un medio de interacción con la realidad cultural y social.
8. Visión trascendente de la vida que permite a los personalistas no disociar artificialmente su existencia como personas de su existencia como filósofos.
9. Valoración moderadamente positiva de la filosofía moderna al considerar que también ha aportado elementos como la subjetividad, la conciencia el yo o la reivindicación de la libertad.

Burgos finaliza incorporando los rasgos anteriores a su concepto antropológico fundamental: el de persona.

## Filosofías relacionadas con el personalismo

### Edmund Husserl
“Cuanto más profundizaba en los problemas fundamentales de la lógica tanto mayor era la sensación que tenía de que nuestra ciencia, nuestro saber, carecía de solidez y se tambaleaba. Y finalmente, con indescriptible consternación, llegué a convencerme de que no disponíamos de ningún saber, si la filosofía moderna debía ser la última palabra que era dado a los hombres pronunciar sobre la esencia del saber.”

#### Método fenomenológico
La clave para conseguir esta meta fue el desarrollo del método fenomenológico, un nuevo modo filosófico de acercarse a la realidad.
El contexto de este método, surge a partir de la concepción de hombre que Husserl poseía por la influencia de Descartes, entendiendo al hombre primordialmente como conciencia, como sujeto capaz de conocer y como ente teorizante que sabe siempre en alguna medida acerca de sí mismo y de lo que pasa a su alrededor: toda la variedad del mundo ocurre frente a su conciencia. Considerar estas presencias, examinarlas, reflexionar sobre lo que muestran, en esto consiste la verdadera vida humana: en el plano del saber se realiza aquello que distingue al hombre de los demás seres con los que comparte la existencia terrenal. Este poder de darse cuenta de que señala a los hombres admite, por cierto, muchas diferencias internas; diferencias de claridad y grados de elaboración, niveles de mayor y menor generalidad, coherencia, rigor. Dicha concepción será ampliada por algunos discípulos (sobre todo personalistas) de Husserl principalmente por Max Scheler.
Ahora bien, el método fenomenológico consistía en ponerse frente a la realidad eliminando todos los prejuicios y visiones preconcebidas para intentar ver lo que la realidad presentaba. Esto implicaba, por un lado, que el conocimiento era intencional y objetivo, y, por otro, que era esencialmente similar para todos.
Este método se conforma estaba ligado además, a lo que Husserl llamó intuición de las esencias (intuición eidética) y consistía en eliminar todos los aspectos irrelevantes del fenómeno que se presentaba en la conciencia hasta llegar a la esencia, y como esa esencia no es era el producto de ninguna elucubración o deducción, sino el resultado de mirar atentamente, tenía que ser necesariamente la misma para todos y, por tanto, podía constituir el fundamento para un conocimiento científico y universal.
Aunado a esto, también ve a la fenomenología como una ciencia fundamental y filosofía primera, en donde toda la estructura de la ciencia descansa sobre el mundo de la vida, todas las ciencias se asentarían sobre este mundo cotidiano que tiene ese carácter primigenio, puesto que es donde la ciencia tiene su origen, y que es el único a partir del cual se puede obtener un inteligibilidad última. Es ciencia fundamental, en cuanto que trata de dar los fundamentos del quehacer científico y de la racionalidad de la historia y de la humanidad; y filosofía primera, en la medida en que pretende ofrecer los principios puros desde los que se lleve a cabo la referida fundamentación. La fenomenología ofrece el principio puro y el fundamento de la revelación del sentido esencial y originario, de lo que las cosas son en su configuración y presencia originaria. Y en cuanto que la fenomenología lleva a cabo esta función de principiar y fundar, Husserl la denomina fenomenología trascendental.
Asimismo, considera a la fenomenología como una autorreflexión de la humanidad ya que es la concepción de la filosofía la función de humanización del hombre puesto que la persona permitiendo y colaborando a que ésta se desarrolle, alcance esa razón con la que el hombre se descubre responsable de su propio ser.

#### Fenomenología y personalismo
Husserl abría con su método un camino para que la filosofía se volviese de nuevo hacia la realidad y reflexionase sobre lo existente. Es así como la fenomenología influyó en el personalismo no solo por el método, sino también por los contenidos que aportó a la reflexión filosófica ya que trata de encontrar la vía que comprendiera una filosofía teorética y una filosofía práctica, constituyendo en su integridad todo un sistema de saber donde “una tal idea de la filosofía como saber de totalidad (porque apunta al ser) y radical (por su pretensión de apodicticidad) debe tener por objeto un conocimiento universal del mundo y del hombre con una absoluta ausencia de prejuicios, viendo finalmente en el mundo mismo la razón y teleología inmanente en él así como su principio supremo, Dios (La crisis, § 3).

### Max Scheler
Scheler se halla bajo la influencia de su maestro Rudolf Eucken y fue probablemente el discípulo más brillante e importante de Edmund Husserl de quien tomó la pasión por salir al encuentro de "las cosas mismas" y el método para hacerlo, la descripción fenomenológica.
Es a través de este método, Scheler, como reacción contra el relativismo implícito en la interpretación subjetivista de los valores, y ante la necesidad de un orden moral estable, habla de la objetividad del valor Archivado el 13 de agosto de 2006 en Wayback Machine. como método apriorístico, rechazando todo elemento empírico.
Según Scheler, Kant comete el mismo error que los empiristas al creer que solo contamos con dos tipos de facultades:
- La razón, que es capaz de universalidad e incondicionalidad, pero que a priori solo proporciona formas, no contenidos, no materia.
- La sensibilidad, que proporciona contenidos, aunque estos son siempre conocimientos particulares y condicionados, es decir, obtenidos a posteriori.

Es por ello que Scheler afirma que nuestro espíritu no se agota en el par “razón-sensibilidad”, y por eso no hay ningún motivo para identificar lo que es a priori con lo racional, y lo material con lo sensible o a posteriori.
Entre 1913 y 1922 surgen sus obras decisivas: “El formalismo en la ética y la ética material de los valores” y dos colecciones de ensayos: “Acerca de la subversión de los valores” y “De lo eterno en el hombre”, en esta época Scheler es personalista, teísta y cristiano convencido y desde esta perspectiva realizó importantes avances en la antropología; es suyo por ejemplo, el término de antropología filosófica.

#### Ética de los valores
Se centró en el estudio de la ética oponiéndose tenazmente al formalismo kantiano que rechazaba la felicidad y las realidades concretas como motivo válido para la acción moral (el único motivo kantiano aceptable era el deber) y le opuso una ética material de los valores, es decir, una ética con contenidos específicos y estructurada alrededor de la idea de valor.
Ante las aportaciones de Husserl quien había puesto énfasis en la intencionalidad de la conciencia diciendo que la conciencia es siempre conciencia de algo, aunque en la práctica, se había limitado a reflexionar sobre los objetos intencionales de la razón (las ideas), Scheler reflexionó sobre la intencionalidad de las emociones y sus objetos intencionales (los valores) y menciona que hay un cosmos objetivo de valores al que solo se puede acceder por la intuición emocional; la razón es ciega para el valor.
Actos como preferir, amar u odiar no son racionales, sino emocionales, y descubren a priori unos contenidos materiales que no proceden de la sensibilidad. Estos contenidos son los valores, cualidades dotadas de contenido que están en las cosas, pero son independientes tanto de ellas como de nuestros estados de ánimo subjetivos.
Esta nueva noción de “valor”, surgía del análisis fenomenológico de la experiencia moral de la persona que hacía ver con claridad que el hombre encontraba frente a sí valores y que estos eran los que motivaban la acción.
Por otro lado, Scheler frente a la pretensión nietzscheana de crear valores se opone firmemente puesto que los valores son siempre los mismos, no cambian, lo que cambia es nuestra percepción de ellos. Cada época, cada cultura, descubre distintos valores e ignora otros.
En los valores, encuentra Scheler un fundamento objetivo, material y a priori de la ética:
Los valores no pueden ser confundidos ni con cosas ni con bienes, entendidos estos como propiedades de las cosas.
Las cosas son buenas en la medida que ellas realizan y cumplen en alguna medida un determinado valor o cualidad valiosa. Los valores no son “valiosos” porque los deseemos o estimemos como tales, sino todo lo contrario: los estimamos y deseamos su realización y cumplimiento en las cosas porque son de suyo valiosos.
El buen actuar (la moral) consistirá en la realización de los valores de acuerdo con su naturaleza, orden y jerarquía:
1. Los valores religiosos (sagrado/profano),
2. Luego los espirituales (bello/feo, justo/injusto, verdadero/erróneo),
3. Luego los valores de la afectividad vital (bienestar/malestar, noble/innoble)
4. Los valores de la afectividad sensible (agradable/desagradable, útil/dañino).

De lo que se trata es de vivir en armonía. No hay que optar por unos valores y renunciar a otros. Para ello hay que vivir los valores inferiores de un modo tal que se encuentren ordenados a los superiores. De esta manera, cada vez que obremos bien en lo más simple y cotidiano estaremos alabando a Dios, ya que los valores religiosos se encuentran en la cúspide de la pirámide.

#### Su antropología filosófica
Es evidente que toda esta doctrina de los valores es incompatible con una teoría naturalista del hombre. La antropología scheleriana es decididamente personalista, y especialmente en la primera etapa de su evolución intelectual.
Scheler se cuestiona sobre: ¿qué es el hombre? Y ¿cuál es su puesto en el ser? Haciendo necesario una nueva antropología que examine la esencia del hombre, en su relación con el animal y con la planta.
Menciona que la palabra hombre se aparece con un doble sentido: primero, indica “los caracteres morfológicos distintos que posee el hombre como subgrupo de los vertebrados y de los mamíferos” y en segundo lugar, “un conjunto de cosas que se oponen al concepto de animal en general”.
Este último, el que Scheler llama el concepto esencial del hombre, constituye el tema de la antropología Scheleriana.
Se trata de averiguar si esto que da un singular puesto al hombre, incomparable con el puesto que ocupan los demás seres vivos, tiene alguna base legítima. Dicho de otra manera se trata de conocer que es lo que diferencia al hombre del resto de los animales, si es que lo hay, y qué grado de legitimidad tiene el conceder al hombre un puesto singular en el cosmos.
Es así como Scheler recorre la serie gradual de las fuerzas y facultades psíquicas, las que coinciden con el límite de la vida en general, línea fronteriza entre el sustrato material y el fenómeno de los “seres vivos”.
El grado ínfimo de lo Psíquico, es decir de lo que se presenta objetivamente como “ser vivo” y subjetivamente como “alma” es el impulso afectivo (la planta) sin conciencia, ni sensación, ni representación. Una mera “dirección hacia” y “desviación de”, son los dos únicos estados de este impulso. Pero este impulso afectivo no solo pertenece a la planta, sino también a todo el restante mundo vivo superior. La segunda forma psíquica es el “instinto”.
Scheler menciona que una conducta instintiva debe tener, en primer lugar, relación de sentido, es decir, debe tender a un fin relativamente conocido para el ser viviente como un todo (en bien propio o del ajeno). Una segunda características de la conducta instintiva consiste en que solo responde a situaciones que se repiten de un modo típico y son significativas para la vida de la especie como tal, no para la experiencia particular del individuo. De esto se desprende que los instintos son innatos y hereditarios.
Entonces se pregunta: ¿Acaso existe algo más que no sea una mera diferencia de grado entre el hombre y el animal? ¿Existe entonces una diferencia esencial? ¿O es que hay en el hombre algo totalmente distinto, superior a los grados esenciales tratados hasta aquí, algo que corresponda específicamente a él solo, algo que la elección y la inteligencia aún no tocaron y agotaron?”.
Scheler afirma que la esencia del hombre y lo que se puede llamar su puesto particular, está muy por encima de la inteligencia. Es decir fuera de las esferas antes señaladas: impulso afectivo, instinto, memoria asociativa, inteligencia y elección; dominios más bien, de la biología y la psicología. Incluso este nuevo principio se encontraría fuera de todo lo que llamamos “vida”. Lo que hace de un hombre, un Hombre, “es un principio que se opone a toda la vida en general, incluso a la vida que habita en el hombre” concluye Scheler.
Los griegos llamaron a este principio “razón”, pero Scheler prefiere usar un concepto más amplio no solo referido a la razón y al pensar ideas; un concepto que comprenda también la intuición y una determinada clase de actos volitivos y emocionales tales como la bondad, el amor, el arrepentimiento, la veneración, el asombro, el deleite, la desesperación y el libre albedrío. Tal concepto será el de “espíritu”.
Pero ¿qué es este “espíritu”? Si damos al espíritu una función particular de conocimiento, entonces la determinación básica de un ser espiritual consistiría en su “emancipación” existencial de todo lo orgánico, su “libertad”. Este ser espiritual ya no estaría atado a sus impulsos ni al mundo circundante, sino que estaríamos libres del mundo circunstante, estaríamos abiertos al mundo. Y tenemos mundo porque somos capaces de objetivar este mundo. Espíritu es, por tanto, objetividad.
Este actuar del hombre tiene su base en lo que Scheler define como “recogimiento” cuyo fin es la “conciencia de sí”. El animal no tiene conciencia de sí.
El hombre es, por tanto, el único que, en cuanto persona, que puede elevarse por encima de sí mismo –como ser vivo– y convertirlo todo, incluso a sí mismo, como objeto de conocimiento.
Por lo tanto, Sheler menciona cual es el puesto del hombre en el cosmos; lugar que está más allá de la inteligencia, pues suponiendo que este fuera el escalón terminal de la vida humana, no podrían cumplirse acciones que por cierto se dan en los seres humanos y que dependen de otra facultad, como por ejemplo la creación.
Scheler habla de un hombre que puede liberarse, distanciarse del mundo a través de la objetivación realizada por el espíritu. El mundo se nos “contra-pone” y nos demanda hospitalidad. Es el estar abierto al mundo, es la libertad humana entendida en su más bello sentido, en su sentido filosófico: como “apertura”. Pero no como una apertura ingenua sino como deseo de constatar cual es el verdadero Ser de las cosas.

#### Aportación para el personalismo
A pesar de que su obra fundamental se encuentra en el campo de la ética, es completado y coronado por su antropología, pues es evidente que esta doctrina de los valores no se entendería si no fuese fundamentada por una antropología. Es así como entra en el campo del personalismo ya que Scheler vuelca ambos cuestionamientos para un estudio más profundo de la persona.
Personalismo que declara muchas veces de una manera explícita sus contactos con el cristianismo. Este personalismo se determina en primer lugar mediante la crítica de las concepciones intelectualistas que definen a la persona como un ser meramente racional, como un sujeto lógico. Tal intelectualismo «desindividualiza» al hombre, y, por consiguiente, le despersonaliza, ya que es esencial a la persona el ser un individuo concreto.
El concepto scheleriano de persona señala el núcleo o centro unitario de todo ser espiritual, en el que tienen su origen todos los actos, sin ser, sin embargo, reducible a ellos.
“Persona es la concreta y esencial unidad de ser de actos de diferentes clases de esencia, que en sí antecede a todos los diferentes actos (percepción interior y exterior, querer, pensar, sentir, amar, etc.)”
Parece oportuno señalar, en tal definición de la persona, un cierto sustancialismo, si bien en principio la idea central del personalismo de Scheler pretende hallarse tan lejos del puro actualismo, que reduce la persona a sus actos, como del sustancialismo, que pone la persona como algo que está detrás de los actos.
Lo peculiar del ser personal es que en todo acto suyo está toda la persona, aunque la persona no se agota, por así decirlo, en ninguno de ellos, ni tampoco en el conjunto de ellos.
“Un `individuo´ psíquico no es nunca el mero `conjunto´ o la suma de sus `vivencias´, o una `síntesis´ de ellas cuyo sujeto sólo fuese ya una actividad de conciencia sedicente `supraindividual´, una `conciencia en general´. Antes bien, a la inversa, es toda vivencia una vivencia concreta (ya no el mero aspecto o concepto de una vivencia tal), sólo porque yo aprehendo en ella simultáneamente un individuo que es un yo, o porque me resulta un símbolo de la existencia de un individuo tal” (Esencia y formas de la simpatía, cap. III)
Esta importante idea de que la persona se concreta en cualquier acto suyo, esto es, se ofrece como un ser unitario en todas sus manifestaciones. Tal peculiaridad le viene dada a la persona por su específico modo de ser: como tal es intemporal, pero necesita realizarse o desplegarse en el tiempo.
Hay una vinculación o nexo esencial entre persona y mundo. El mundo es el correlato objetivo de la persona. Cada persona, que según hemos visto, es individual en cuanto tal, tiene asimismo un mundo individual, propio. La condición de posibilidad de pasar de estos mundos individuales, desconectados entre sí, a un mundo único, común a todo ser espiritual, halla su fundamento en la idea de una Persona infinita y perfecta. Y es así como “La idea de Dios nos es dada juntamente con la identidad y unidad del mundo sobre el fundamento de una conexión esencial” (El formalismo en la Ética).
Quizá sea lo más interesante de toda esta teoría el esclarecimiento de las relaciones interpersonales. La idea de una comunidad con otros seres espirituales no está excluida ni mucho menos por el hecho de que toda persona es singular y hasta tiene un mundo propio. Esta comunidad es estrictamente espiritual, y su conexión con el mundo corpóreo es extrínseca.
La persona, es la realizadora de actos intencionales (conscientes, dirigidos a una finalidad), que se hallan ligados por una unidad de sentidos”; la conciencia de esta unidad de sentido es la mayoría de edad de las personas. Asimismo es propio de las personas el dominio de su propia voluntad.
La persona en cuanto totalidad, es responsable, por lo tanto, de todos sus actos, aún de los más íntimos, ejecutados en el ámbito de su conciencia, es así como el acto moral se fundamenta en la persona, y, concretamente, en su autonomía e incluye:
- La intuición de los valores y sus relaciones dentro de la jerarquía (ya mencionada anteriormente)
- La libertad de la voluntad para elegir la realización de tales valores, así como el deber y normas basados en ellos.

Como se ha podido ver, los valores no se quedan como meros entes sin fondo, más bien, Scheler los remite a la persona: “todos los valores, incluso todos los valores posibles de las cosas y también de las organizaciones y de las comunidades impersonales, están subordinados a los valores personales” (Ética, nuevo ensayo de fundamentación de un personalismo ético).

### Martin Buber
Martin Buber es llamado filósofo del diálogo porque su filosofía se basa en la palabra, el diálogo y en especial, las relaciones entre las personas.
Buber dice que la persona logra realizarse por medio de tres tipos de relación: la relación con el mundo, con los hombres y con Dios. Estas relaciones tienen como base tres conceptos que hacen referencia a cada tipo de relación: Yo, Tú y Ello. El primero hace referencia a cada persona que se reconoce a sí mismo como tal, el segundo se refiere al otro u otros y al Tu Eterno o Dios y el tercero se refiere a las cosas (el mundo).

#### Filosofía del diálogo
Buber es más conocido por su filosofía del diálogo, un existencialismo religioso centrado en la distinción entre relaciones directas o mutuas (a las que llamó "la relación Yo-tú" o diálogo) en las que cada persona confirma a la otra como valor único y las relaciones indirectas o utilitarias, (a las que llamó "yo-él" o monólogo), en las que cada persona conoce y utiliza a los demás pero no los ve ni los valora en realidad por sí mismos. Al aplicar esta distinción entre "diálogo" y "monólogo" a la religión, Buber insistió en que la religión significa hablar con Dios, no sobre Dios. Esto no es monoteísmo, sino el diálogo entre el hombre y Dios que es la esencia del judaísmo bíblico. El hombre adquiere conciencia de ser dirigido por Dios en cada encuentro si permanece abierto a esos signos y dispuesto a responder con todo su ser. La filosofía del diálogo de Buber ha tenido mucha influencia en pensadores de todos los credos religiosos, incluidos teólogos protestantes de la categoría de Karl Barth, Emil Brunner, Paul Tillich y Reinhold Niebuhr.

#### Obra más importante
Yo y Tú (1992), en ella elabora una teoría del diálogo, en la que se establecen tipos de relaciones entre el Yo y Tú (sujeto a objeto, sujeto a sujeto y a un otro).
El ser humano necesita de estos dos tipos de relación, es decir, necesita de la relación con las cosas y con las personas.
Dentro de estas relaciones, la de sujeto a sujeto permite reconocer en el otro como igual a mí (como persona). Cuando se confunde la relación de sujeto a objeto con la de sujeto a sujeto, es cuando se cosifica a la persona y deja de reconocerse como alguien igual que YO.
Dentro de los temas que menciona en su obra Yo y Tú se encuentra la persona es un ser con otros. Con esto se refiere a la relación que los seres humanos tenemos con el mundo y con las demás personas. En cuanto esto, recalca que la relación entre una persona y otra, permite la identificación propia por medio de otro que es igual. Y de dicha relación surge un nosotros es decir, una relación social.
De acuerdo con lo anterior también menciona que el ser humano es un ser de relación, un ser de encuentro que está abierto hacia los demás, y por medio de su relación con ellos, se descubre a sí mismo y al otro.
Otro punto del que habla en esta obra es la reciprocidad que se da en la relación, pues como ser social y abierto a la encuentro, responde al otro por medio de la palabra y el amor, creando así una sociedad con estructuras de justicia y libertad.

#### Relación y Encuentro con Dios
Según Buber, en este encuentro, no se podría hablar propiamente de una búsqueda de Dios, pues Él es en sí mismo, encuentro, es decir se hace presente al hombre. Él es el ser más cercano y más plenamente presente en nosotros mismos.

#### Relación Yo - Tú en la educación
La relación educativa es esencialmente humana y humanizante, en cuanto que esta relación es una descubrimiento del YO y del TU, es decir de mi mismo y del otro.
En el momento en que se descubre y acepta al otro como alguien igual a mí en cuanto persona, esto permite descubrirme y conocerme a mi mismo. Por lo tanto esa relación educativa como relación de diálogo entre un YO y un TU permite el crecimiento de ambos.

## Principales temas personalistas

### Relación
La persona está esencialmente ordenada a la relación ya sea de tipo interpersonal, familiar o social. Esto significa que la relación es esencial para el sujeto desde su nacimiento y en todo su proceso formativo.
El personalismo considera que estos aspectos son importantes y que la filosofía debe esforzarse por comprender con profundidad esta dimensión.
La relación con otras personas es un medio privilegiado de desarrollo personal y a la vez un despliegue de las propias posibilidades.
"El hombre, única criatura terrestre que Dios ha amado por sí misma, no puede encontrar su propia plenitud si no en la entrega sincera de sí mismo a los demás. "(Gaudium et spes)

### Corporeidad. Sexualidad. Ser humano como varón y mujer

#### Corporeidad
El cuerpo es aquello que media entre mi yo y el mundo. Esto nos lleva a concluir que no es solo algo material. Hay que considerar al hombre como un espíritu encarnado. La corporeidad es expresión de interioridad. No vemos nunca el cuerpo de un hombre como simple cuerpo, sino como cuerpo humano; es decir como una forma espacial cargada de referencias a una intimidad.
El hombre es una corporeidad pero no lo es todo, lo cual nos lleva a superar esa visión dualista. La materia es intrínseca relación con el cuerpo, con el alma que se llama trascendental, por lo tanto la corporeidad es una especialidad con material en el hombre.
La corporeidad también es espacial, es también tiempo, progresivamente se va haciendo.
Mi corporeidad es un modo de existir, de relación, de salir de mí hacia afuera. Existir es estar en continua referencia con el mundo enriquecido y enriqueciéndose. Esta corporeidad que le persiste al hombre ser espíritu encarnado es a la vez una manera de ser. El cuerpo hace visible mi yo.
A través del cuerpo el hombre participa de esta determinada cultura, entorno, sexo.
La corporeidad nos presenta, de golpe, el cuerpo y el alma en una unidad indisoluble. Esta unidad no consiste en que veamos juntos el cuerpo y el alma, sino en que ambos forman una estructura peculiar: el hombre. 

#### Sexualidad
La sexualidad es un componente esencial de la personalidad, un modo propio de ser, de manifestarse, de comunicarse con los demás, de sentir, de expresarse.
La sexualidad humana no es solo un conjunto de estructuras materiales. Siendo la persona cuerpo y alma, existe una relación intrínseca entre sexo y persona. Tres son los elementos que hay que destacar:
- La sexualidad toca a toda la persona. La sexualidad es el elemento fundamental de la propia identidad como individuo de la especie humana, identidad que está determinada por el conjunto de componentes biológicos, psicológicos y espirituales. A causa de esta unidad, la sexualidad es una realidad que interesa a todo el hombre en la profundidad de su ser, allí es donde se encuentra el yo como núcleo personal.

También, la sexualidad es considerada como el modo de ser constitutivo de lo humano; no un ejercicio temporal de determinadas funciones, sino un modo permanente de ser que se configura, por tanto, necesariamente como masculinidad o femineidad. Ejercitar la sexualidad mediante actos genitales sale del ámbito ontológico y se sitúa en el ámbito de los actos accidentales del hombre, en el ámbito de esas acciones que pueden ser cambiadas. La sexualidad humana no es ni un mero dato, ni un objeto, ni una mera función; es una dimensión constitutiva de la persona que permea todo su ser.
- La sexualidad humana es complementariedad y comunión. Toda persona no se cierra en sí misma, sino que está estructurada para el diálogo y la relación interpersonal. La persona es un ser esencialmente interpersonal y constutivamente relacional. El hombre no está aislado constitutivamente, sino que lleva ya en el género, en el hecho de ser hombre o mujer, la referencia al otro, a la mujer o al hombre. No puede comprenderse verdaderamente, en su totalidad, sin tener en cuenta esta apertura estructural hacia otro que, precisamente porque es diferente, lo cualifica en su identidad. El yo se constituye solo en la relación con el tú, y la sexualidad es la realidad que manifiesta esta comunión del nosotros. La esencia de la sexualidad humana está precisamente en esa relación de un yo hacía un tú. No hay sexualidad cerrada en sí misma, porque la sexualidad es siempre algo distinto de sí misma, es nuestro ser entero.

- Amor y procreación. La fecundidad no es solo una predisposición de la estructura biológica masculina y femenina, sino que reviste también una dimensión interpersonal: la instauración de un nuevo diálogo con un nuevo ser a través de la procreación. La unión sexual es un acto que implica, en la totalidad y en la reciprocidad, a dos personas, y pone las premisas para la llamada a la existencia de una nueva vida humana. Es un acto pues, en el que están unidas intrínsecamente dos dimensiones: el amor y la procreación. Procrear significa donar la vida en el darse de las personas: un don que trasciende y transfigura el hecho biológico. En el acto conyugal es la persona misma que se consagra en el amor. El amor- don es fecundo. Los cónyuges uniéndose en una sola carne, expresan justamente una donación total y originaria. Por tanto, son dos las dimensiones que componen la unión conyugal: unitiva y procreadora. Por lo tanto, separar estas dos dimensiones significa perjudicar la verdad íntima de la sexualidad humana.

#### El hombre como varón y mujer
En cuanto a la diferencia entre hombre y mujer, estos no son iguales. Hombre y mujer son diferentes pero complementarios uno para el otro. El hombre, no es plenamente homo sin la presencia de la mujer, ni ésta es totalmente humana sin el complemento del hombre. Hombre y mujer son proyectados como seres correspondientes el uno al otro, en el mismo plano, que se relacionan con la palabra, la sonrisa, el llanto, el amor. La dualidad hombre- mujer es una igualdad total, si se trata de la dignidad humana; es una maravillosa complementariedad, si se trata de los atributos, de las propiedades y de los deberes, unidos a la masculinidad y feminidad del ser humano. 

### Personalismo comunitario
El ser humano es una apertura radical al mundo y a las demás personas, y como tal su ser consiste en estar siendo, en estar en permanente estado de constitución, y por eso más que de integración del hombre en el mundo, al modo como se integran las cosas desde fuera, cabría hablar de integrificación, o sea, de integración desde el interior, desde lo que va plenificándose sin perder la autonomía.
El hombre está llamado a construir y habitar un mundo con otros, el cual mundo de tal modo construido vuelve a actuar sobre la persona, y así sucesivamente, de modo que en la relación entre la naturaleza y el mundo social la propia persona se transforma transformando. Y como todo ello ocurre en el tiempo, el hombre hace historia, porque la historia consiste en ese flujo de fuerzas donde el hombre es el agente principal.
El Personalismo Comunitario, del cual trata este espacio, busca la afirmación de que la persona es el valor más valioso, un modo de vida que sitúa a la persona en el centro de todas sus reflexiones y sus acciones. Es un pensamiento que no deja de lado ninguna dimensión de la persona. Pretende pensar a fondo, con rigor. Es tarea abierta. Sus reflexiones sobre la persona y su existencia comunitaria, sobre lo interior y lo exterior, están orientadas a formar un criterio que guíe la acción para hacer posibles unas determinadas estructuras políticas, económicas, sociales y culturales al servicio de la persona. Se trata de un pensamiento que llama al compromiso.

### Cultura
Dentro del mundo nos encontramos con diversos tipos de ideologías, unas que nos ayudan a crecer, a desarrollarnos de manera integral como personas, y otras que nos reducen a simples objetos. Para tener un claro ejemplo de esto, se pueden mencionar que la “cultura de la vida” y la “cultura de la muerte” asignan un valor a la persona, el primero en sentido positivo y el segundo en sentido negativo.
“En el contexto social actual, marcado por una lucha dramática entre la ‘cultura de la vida’ y la ‘cultura de la muerte’, debe madurar un fuerte sentido crítico, capaz de discernir los verdaderos valores y las auténticas exigencias”. Evangelium Vitae
Hemos vivido en un mundo arraigado de costumbres y tradiciones, dentro de las cuales, el ser humano se encuentra con la necesidad de optar por uno de los dos caminos, entendamos por caminos, la vida y la muerte, de los cuales, pondrán en juego el resto de su existencia.
La defensa de la vida no debe entenderse simplemente como la realización de programas o campañas para promover la vida humana. Es una tarea más universal que compromete a cada persona y familia con fin de implantar una verdadera cultura de la vida.
La “crisis de la civilización”, de la que se acostumbra hablar, influye para desintegrar nuestras naciones, es decir, que existan débiles democracias, una estructuración social injusta, que inyecta la “nueva mentalidad” de la que nos habla Juan Pablo II, cuyo contenido principal no es otra cosa que el desprecio o la mínima valoración de la vida humana. Gaudium et Spes

### Fe y ciencia
El valor de la persona alcanza una magnitud inacabable, por la cual, es un poco incongruente tratar de conocer meramente, con la razón, lo que encierra su totalidad.
“Hoy en día, la persona está al servicio de los avances científicos y no los avances científicos al servicio del ser humano,” afirma Juan Pablo II, y tristemente podemos notar como la persona empequeñece en su trascendencia volviéndose tan solo un avance más de la tecnología.
Es que la doctrina cristiana sobre las relaciones entre Dios, el hombre y el universo constituye el fundamento teórico de la actitud científica, y la hizo posible. De hecho, la base de la ciencia moderna ha sido siempre un realismo metafísico y gnoseológico, el que se encuentra en continuidad con el razonamiento metafísico que lleva hasta Dios.
La ciencia experimental moderna no nació a pesar de la teología, sino de su mano". Y una vez desarrollada, no se opone a ella ni a la fe cristiana: el mismo camino racional que sigue la ciencia es el que, debidamente estudiado y profundizado, conduce al reconocimiento de la existencia de Dios y del alma espiritual humana.

## Personalismo e Individualismo
Juan Pablo II hace un contraste o "antítesis entre individualismo y personalismo. El amor, la civilización del amor, se relaciona con el personalismo. ¿Por qué precisamente con el personalismo? ¿Por qué el individualismo amenaza la civilización del amor? La clave de la respuesta está en la expresión conciliar: «una entrega sincera». El individualismo supone un uso de la libertad por el cual el sujeto hace lo que quiere, «estableciendo» él mismo «la verdad» de lo que le gusta o le resulta útil. No admite que otro «quiera» o exija algo de él en nombre de una verdad objetiva. No quiere «dar» a otro basándose en la verdad; no quiere convertirse en una «entrega sincera». El individualismo es, por tanto, egocéntrico y egoísta. La antítesis con el personalismo nace no solamente en el terreno de la teoría, sino aún más en el del «ethos». El «ethos» del personalismo es altruista: mueve a la persona a entregarse a los demás y a encontrar gozo en ello. Es el gozo del que habla Cristo (cf. Jn 15, 11; 16, 20. 22)".

## El Personalismo y sus orientaciones políticas
Al menos tres son las tendencias a las que han llegado los pensadores personalistas:
- La Democracia cristiana, los llamados de centro, vinculados a la idea de que los Estados deben defender a las personas y más análisis de este tipo. Esta ha sido la tendencia predominante.

En esta perspectiva caben: Jacques Maritain, entre otros. Existen partidos políticos de esta tendencia que con el tiempo han pasado a formar parte de la centroderecha liberal en algunos países, en otros tienen una orientación más bien socialdemócrata.
ver:Democracia cristiana
- El cristianismo libertario del que varios personalistas, o cercanos en algunos puntos a este, han formado parte.

Se puede considerar a ésta la rama libertaria del personalismo. Si bien minoritaritaria, ha tenido relevancia porque algunos de los pensadores personalistas más influyentes se han situado en este espectro político. En esta perspectiva caben:
- Emmanuel Mounier
- Simone Weil
- Carlos Díaz
- Dorothy Day

También el pensamiento del cristiano protestante y libertario Jacques Ellul tiene ciertas similitudes con el personalismo, así también Soren Kierkegaard.
ver: Cristianismo libertario
- El socialismo cristiano (ver).